# جميل حمودي
جميل حمودي هو رسام وفنان بغدادي تشكيلي اشتهر في فترة عقد الستينيات في العراق.

## حياته
ولد في مدينة بغداد عام 1343هـ/ 1924م، ونشأ وتعلم في بغداد حيث دخل الكتاتييب (الملا) لدراسة وتعلم الكتابة والقراءة وقراءة القرآن، وكان عمره أربعة سنوات، ثم أكمل دراسته الابتدائية والثانوية في مدارس بغداد.
ولقد حاز على عضوية جمعية أصدقاء الفن العراقية منذ عام 1942م إلى جانب الفنانين الرواد من أمثال فائق حسن وجواد سليم وأكرم شكري وحافظ الدروبي وسعاد سليم. ثم شغل منصب السكرتير العام للجمعية في عام 1946.
ولهُ الكثير من الأعمال واللوحات الفنية، وكان أحد أعضاء جمعية الفنانين التشكيلين العراقيين. وأتم دراسته من معهد الفنون الجميلة في عام 1946م، وعين مدرساً لمادة الفنية في المدارس الابتدائية. ثم سافر إلى مدينة باريس ببعثة حومية لدراسة الفن في فرنسا عام 1947م، حيث نظم معرضا فيها عام 1950م. ويذكر ان الفنان جميل حمودي قد التفت أثناء دراسته إلى أهمية التاريخ والتراث الإسلامي وتوظيفه في عملية الابداع، وكان من أوائل العرب الذين خاضوا تجربة ادخال رسم الحرف العربي في التشكيل.
وأقام معرضا شخصيا في قاعة الواسطي عام 1965م.
وشارك مع (جماعة البعد الواحد) التي أسسها الفنان التشكيلي شاكر حسن آل سعيد عام 1970م.

## من مؤلفاته
له عدة بحوث ودراسات حول الحضارة القديمة والفنون التشكيلية. وكان حمودي عبارة عن موسوعة معارف متنقلة فهو رسام وخطاط ومؤرخ وكاتب وشاعر وصحفي، حيث اصدر في بغداد مجلة الفكر الحديث في عام 1945م.
ولقد ساهم في تأسيس مجلة عشتار الشرق والغرب التي صدرت باللغة الفرنسية عام 1958م، والتي كان جميل حمودي يشغل منصب مديرا عاما ورئيسا للتحرير فيها.

## من أعماله الفنية
ولقد ترك جميل حمودي ارثا تراثيا من اللوحات الفنية ومن أعماله النحتية التي ما زالت باقية لحد الآن مجموعة من التماثيل هي:
- أبو العلاء المعري.
- الرازي.
- ابن سينا.

## وفاته
توفي الفنان جميل حمودي في عام 1424هـ /2003م.